# 幽默大师
幽默大师，是中国漫画类期刊，创刊于1985年，获第二届“国家期刊奖”。分别针对成年和青少年读者，在2011年市场化报刊零售发行调查排行第三，其中包括《幽默大师》的幽默漫画杂志总体市场销售在漫画杂志市场占35%。每本定价10元。

## 作品
搭错线影院（马千里、邹勇）
超级辩!辩!!辩
莫林的眼镜